# 신혈면
신혈면은 조선시대부터 1906년(광무 9년)까지 경기도 양주군 서남쪽에 있던 면으로, 장흥면과 고양군 하도면에 인접해 있었다. 현재의 고양시 덕양구 삼송동, 지축동, 서울특별시 은평구 진관동 일대와 불광동 일부, 연신내동 일부가 해당된다.
언제부터 신혈면이라는 명칭을 사용한 시점은 정확하지 않으나, 한때 이곳에 있었으며 고려 현종이 머물렀던 불교사찰 신혈사에서 지명이 유래되었다. 신혈사는 후에 고려 현종의 명으로 진관사로 바뀌었다. 불광동 북한산둘레길 8번길에 위치한 숙빈 최씨의 조부 최태일의 묘와 증조부 최말정 묘소의 묘비문은 서평군 이요(西平君 李橈)가 지었는데, 숭정기원후 117년 갑자(1744년)에 세웠다고 하여 1744년 무렵에는 신혈면이라는 지명이 쓰였다. 1906년 칙령 제49호로 양주군 신혈면이 고양군에 편입되었고, 1914년 고양군 하도면과 통합되어 신도면이 되었다.